# Papyrusrietzanger
De papyrusrietzanger (Acrocephalus rufescens) is een zangvogel uit de familie Acrocephalidae (rietzangers).

## Verspreiding en leefgebied
Deze soort komt voor in westelijk en centraal Afrika telt vier ondersoorten:
- A. r. senegalensis: Senegal en Gambia.
- A. r. rufescens: van Ghana tot noordwestelijk Congo-Kinshasa.
- A. r. chadensis: Tsjaad.
- A. r. ansorgei: noordwestelijk Angola, Zuid-Soedan en van westelijk Kenia tot noordoostelijk Namibië, noordelijk Botswana en westelijk Zimbabwe.

## Status
De grootte van de populatie is niet gekwantificeerd maar de soort wordt omschreven als vrij schaars tot plaatselijk algemeen. Op de Rode lijst van de IUCN heeft deze soort de status niet bedreigd.